# Scoliokona hyalina
Scoliokona hyalina is een vlinder uit de familie wespvlinders (Sesiidae), onderfamilie Sesiinae.
Scoliokona hyalina is voor het eerst wetenschappelijk beschreven door Arita & Gorbunov in 2003. De soort komt voor in het Oriëntaals gebied.